# ديكا (شركة تسجيلات)
ديكا هي شركة تسجيلات بريطانية، تأسست في 1929، يقع مقرها في إنجلترا، تم تأسيسها بواسطة إدوارد لويس ‏.